# Кечикли
Кечикли (азерб. Keçikli) — село в административно-территориальном округе города Зангелан Зангеланского района Азербайджана.

## История
В ходе Первой карабахской войны, в 1993 году село было занято армянскими вооружёнными силами, и до ноября 2020 года находилось под контролем непризнанной НКР. 9 ноября 2020 года, в ходе Второй карабахской войны, президент Азербайджана объявил об освобождении села Кечикли вооружёнными силами Азербайджана.